# Elecciones en Bonaire

Escudo de armas de la isla de Bonaire

Bonaire tiene un sistema multipartidista. Bonaire fue un miembro de las Antillas Neerlandesas hasta su disolución en 2010. Bonaire es actualmente un cuerpo público de Países Bajos.

### Elecciones
- Elecciones generales de Bonaire de 2007
- Elecciones generales de Bonaire de 2011
- Elecciones generales de Bonaire de 2015
- Elecciones generales de Bonaire de 2019